# 弗朗齐亚柯达
弗朗齐亚柯达（義大利語：Franciacorta，發音：[frantʃaˈkorta] ⓘ）是一种由意大利布雷西亚省授权生产的保证法定产区气泡酒。其名字取自同名地区弗兰恰科尔塔。
欧盟承认弗朗齐亚柯达以及阿斯蒂和马沙拉（意大利唯一的3例）无需指明其他表示品质的术语：因此，更正确/合法的叫法应该是「弗朗齐亚柯达」而不是「弗朗齐亚柯达香槟」，正如上百年来对香檳的认可。
弗朗齐亚柯达最大的特点是只采用传统酿造法，即酒瓶内发酵（300年来香槟采用的模式），也叫经典模式。另外，弗朗齐亚柯达也是意大利第一种只采用经典模式的保证法定产区酒。

## 生产区域
法定可耕种葡萄园和生产弗朗齐亚柯达的区域包括帕拉蒂科、卡普廖洛、 阿德罗、 埃尔布斯科、科尔泰夫兰卡、伊塞奥、奥梅、蒙蒂切利布鲁萨蒂、罗登戈-萨伊阿诺、帕德尔诺夫兰恰科尔塔、帕西拉诺、普罗瓦廖迪塞奥、切拉蒂卡、古萨戈市镇所有地區，以及科洛涅、科卡廖、罗瓦托、卡扎戈圣马蒂诺、布雷西亚市镇的部分地區，这些市镇都属于布雷西亚省。
另外，由于历史原因允许在帕拉佐洛苏洛廖市帕拉佐洛苏洛廖村进行酿酒、瓶装（通风）、精心制作、在酒瓶内发酵等操作。

## 生产技术
排除平原地形和过于湿润或阳光不足的土地：
- 新植和补植距离水流和水流停止处至少10米；
- 排除海拔高度高于550米的土地；
- 新植和补植的浓密度至少为4500株/公顷（成阶地减少至2500株/公顷）；
- 只允许简单的墙式耕种模式；
- 禁止任何催熟行为，但允许紧急灌溉；
- 所有的耕种活动应该在规定的市镇领土范围内进行；
- 榨葡萄汁不用去梗，黑皮诺酿造玫瑰红葡萄酒除外；
- 沉淀物必须沥出，不允许过滤。

## 区域地理信息
弗朗齐亚柯达位于大体上为中气候的地区，享有一些典型的地中海特点，导致该特点的原因有以下一些特殊因素：
- 靠近平原导致微风格律和逆温
- 靠近伊塞奥湖，充当热惯性轮，减少每年温度范围，减少霜冻危险，雨加剧，影响风况。
- 处于卡莫妮卡谷北部，保证持续的通风和规律的供水，避免危险的停止湿润。

在生长期间，降水量分布良好，在500mm和600mm之间。温度（温克勒生物气候指数）在1800和2300度之间，从而保证葡萄合适的成熟。
弗朗齐亚柯达区域包围在一个冰迹围场内，追溯到中生代和新生代，由于来自卡莫妮卡谷大冰川的扩展和后撤运动而形成。该区域东部到达罗登戈、奥梅、古萨戈 切拉蒂卡山丘，北部到达伊塞奥湖和里申阿尔卑斯山脉，西部到达奥利奥河，南部到达Orfano山。该区域源于冰迹，因此是原地生长的，适当的深度，排水良好，蓄水优良，土壤不是所有的都是同质的，正如其他的环境条件也非同质的，因为把该区域分为六区，根据管理的定义，叫做六个“不同神职的单位”。
- 薄冰迹层地区，表面土壤位于非常陡峭的冰迹山丘山顶和山坡。是一个产量少、较早熟的区域;这里产的葡萄酒偏香料-蔬菜和复合的口味。
- 沉淀物细腻地区，土壤深厚，多泥构造，位于冰川退隐和湖泊地带;该区葡萄酒带有花香。
- 冰水地区，土壤深度中等，轮廓庞大，处于冰川排出地区，产量最高，少早熟;该区葡萄酒偏干果和中等复合口味。
- 崩积层，土壤非常深厚，产量中等，葡萄酒总酸度适中。
- 崩积层末端，拥有非常深厚的土壤，位于几乎平坦的石灰质山丘，产量高，葡萄酒总酸度高。
- 深度冰迹层，拥有深厚的土壤，岩石构造中等精细，处于冰迹围场靠外的山丘上;它的葡萄酒偏干果和香料-蔬菜口味。

## 历史概述
在史前时期，在普罗瓦廖迪塞奥发现了葡萄核：这表明在史前时期，该区已经存在生命。在随后的时代存在古典拉丁作家（普林尼，科鲁迈拉，维尔吉利奥）和九、十、十一世纪有关该区修道院的文献证据，证明在中世纪弗朗齐亚柯达葡萄种植对经济发展的重大意义。
该地的地名源自于“Franzacurta”，出现在1277年“布雷西亚章程”的一条法令中，拉丁文解释为“francae curtae”即“corti”（意思为修道院庭院）“franche”（主教免税）。
在1400年初，该区开始开展农业活动和在市郊山丘集中种植葡萄。目前的领土划界（2011年规定）由威尼斯共和国执政官弗兰西斯科-福斯卡里1429年发布的公文规定，当时该区由威尼斯共和国管辖。
1570年布雷西亚医生吉罗拉莫-科佛尔迪（法国修道院院长Dom Perignon的一种“阅读之前”）写了《Libellus de vino mordaci》，是最初几本关于在瓶子里发酵制作起泡酒的出版刊物之一。
上溯到1852年，这样形容弗朗齐亚柯达的加布里埃尔红酒：“极致卓越，精良和高雅的”。
1961年，精心酿造了最初的三千瓶弗朗齐亚柯达香槟酒，采用经典技术，正是Berlucchi的酿酒师Ziliani想要的特点。取名叫“弗朗齐亚柯达的皮诺”，这也是弗朗齐亚柯达作为地理区域第一次出现在葡萄酒的标签上。它由在该区非常普及的白皮诺酿造。
我们也可以说弗朗齐亚柯达是采用经典模式用霞多丽、黑皮诺和白皮诺酿造的香槟酒。其中白皮诺代替了香槟的黑皮诺。
目前保证法定（DOCG认证）产区的规章之前通过以下审批：
由DPR 21.07.1967 G.U. 209 - 21.08.1967条例通过法定地区（DOC）审批 由DM 01.09.1995 G.U. 249 - 24.10.1995条例通过保证法定地区（DOCG）审批 勘误288 - 11.12.1995官方公报 更改DM 02.09.1996 G.U. 217 - 16.09.1996 更改DM 07.04.2004 G.U. 93 - 21.04.2004 更改DM 25.06.2008 G.U. 157 - 07.07.2008 更改DM 08.09.2008 G.U. 223 - 23.09.2008 更改DM 13.10.2010 G.U. 249 - 23.10.2010 更改DM 31.03.2011 G.U. 93- 22.04.2011

1995年如下规定：
产量_葡萄=10,0吨 
产量_葡萄酒=65,0% 
成色_葡萄=9,5%
成色_葡萄酒=11,5%
提取_干=15,0 g/l
葡萄：
霞多丽：0.0% - 100.0%
白皮诺：0.0% - 50.0% 
黑皮诺：0.0% - 100.0% 
“弗朗齐亚柯达”的感官特点：
颜色：草黄色，偶尔反色淡绿色或金色；
气味：花束发酵于瓶内，细腻、温和、充裕和复合；
味道：果香、清新、精致和和谐；
最小总酸度：5.5‰；
粉红色“弗朗齐亚柯达”的感官特点：
颜色：玫瑰色
气味：花束发酵于瓶内，细腻、温和、充裕和复合;
味道：果香、清新、精致和和谐; 
最小总酸度：5.5‰;

## 弗朗齐亚柯达的种类

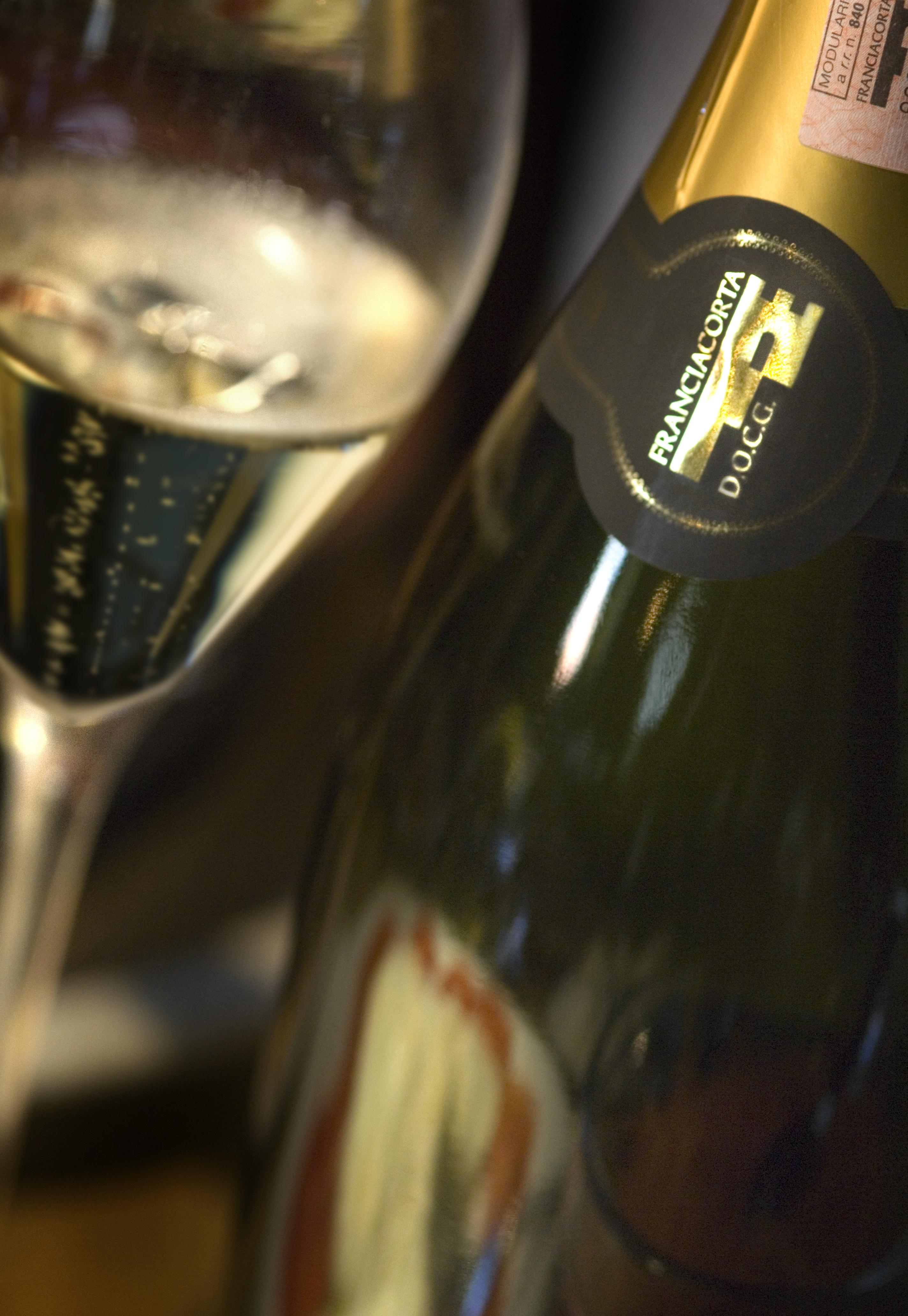
弗朗齐亚柯达玻璃瓶子和玻璃杯

根据保证法定产区规定弗朗齐亚柯达可分为三种起泡酒：白弗朗齐亚柯达（bianco）、粉紅弗朗齐亚柯达（rosé）、絲柔弗朗齐亚柯达（satèn）。絲柔（satèn）是弗朗齐亚柯达独有的。在原来，还没有保证法定产区的时候，叫做奶油（cremànt）或含奶油的（cremoso），二氧化碳的含量更低。絲柔（satèn），由于它的低刺激性，给人一种柔和、柔滑、圆润的感觉。
另外還依照摘採的時間有特定的年份弗朗齐亚柯达列級，以及依照陳釀時間區分為經典弗朗齐亚柯达與陳年弗朗齐亚柯达列級。
- 陳釀時間：指的是「酵母发酵时间」，亦即从置于瓶内到沥出之時間。

### 白弗朗齐亚柯达
葡萄：莎当妮或黑比诺。也可以最多采用50%的白皮诺。

### 絲柔弗朗齐亚柯达
为了识别这个特殊的产品，该品牌与1995年登记于弗朗齐亚柯达产地保护联盟。只有联盟的生产商才能使用该名字。根据2008年7月7日官方公报公布的规章，絲柔(Satèn)弗朗齐亚柯达成为一个新品种，所有命名的用户可生产。
葡萄：莎当妮（大部分）和最多50%的白皮诺。
独特性：相对于其他的弗朗齐亚柯达它的特点是瓶内低气压，低于5个大气压，使得它有独特的柔软味觉。饮用时只允许掺入“香槟”类型的酒。发酵时只允许每公升最多20克糖。

### 粉红弗朗齐亚柯达
葡萄：莎当妮、白皮诺（最多50%)、黑比诺（最少25%）
 为了更好的显现这一品种的特性，也为了更好的管治已有的情况，新法规调高了相对1995年黑皮诺最小百分比。
 事实上粉红弗朗齐亚柯达的黑皮诺含量经常超过25%。尤其著名和受纯粹主义者欢迎的是纯黑皮诺的粉紅弗朗齐亚柯达。
制法：白葡萄和红葡萄分开发酵。粉红弗朗齐亚柯达可只用黑皮诺作为基础发酵成粉红色，或者以夏多內作作为基础和/或白皮诺发酵。可以调配所有口味。
着色：让黑皮诺和果壳接触足够长的时间，使葡萄酒形成想要的颜色。

### 年份弗朗齐亚柯达
- 生产：由至少85%在同一年份采摘的葡萄制成，因为年份(Millesimato)弗朗齐亚柯达从采摘到上架至少需要37个月，其中30个月在瓶内和酵母接触，使香味充裕、芳香精致细腻。年份弗朗齐亚柯达和酵母接触的时间通常远远超过规定的最小限制。从这里诞生了陈年弗朗齐亚柯达。
- 特性：在标签上注明葡萄采摘的年份。
- 酒评：年份弗朗齐亚柯达拥有独特的感官和味觉，明显显示出采摘当年的气候特点和特定年份葡萄的高品质。这一葡萄酒由特殊的年份和特定气候条件下采摘的葡萄制成，葡萄串每个葡萄同质成熟，得到最佳评价。

### 陈年弗朗齐亚柯达
可以是年份弗朗齐亚柯达，也可以是絲柔弗朗齐亚柯达或者粉红弗朗齐亚柯达，但必須符合需要至少60个月的发酵的條件，所以从采摘到享用足足要67个月（5年半）时间。

## 味道种类
从甜的角度来讲，也就是从葡萄酒糖分残余的种类角度来讲，按照欧洲超“甜”的标准，弗朗齐亚柯达所有的葡萄酒种类都可以在市场上销售，最甜的弗朗齐亚柯达也是半甜的。另外一个标准是针对粉红葡萄酒的，粉红年份弗朗齐亚柯达和陈年弗朗齐亚柯达相对来说属于特干和干的葡萄酒。
注意不允许的计量，从最大特定的糖分残余出发，具有在封盖前（零剂量，准确）不能添加糖分（以任何形式）的特点。

## 配酒建议
弗朗齐亚柯达和所有其他香槟酒一样采用传统酿酒法酿造，经典的葡萄酒适合所有用餐和所有时机。不同厂商、地区、年份和特殊产品的组合让每种搭配都非常不一样。
另外，不同种类的残余糖分当然也对配酒有重大影响。下面是推荐配酒清单。
- 白弗朗齐亚柯达（bianco）

- 絲柔弗朗齐亚柯达（Satèn）

- 粉红弗朗齐亚柯达（Rosé）

## 生产
省， 季节，体积白升 
- 布雷西亚（1995/96）29404.4
- 布雷西亚（1996/97）43597.06